# Taxikář (film)
Taxikář (v anglickém originále Taxi Driver) je americký dramatický neo-noir film z roku 1976. Režisérem filmu je Martin Scorsese. Hlavní role ve filmu ztvárnili Robert De Niro, Jodie Fosterová, Harvey Keitel, Cybill Shepherdová a Albert Brooks.

## Ocenění
Jodie Fosterová za svou roli v tomto filmu získala dvě ceny BAFTA. Nominována byla také na Oscara. Robert De Niro byl za svou roli ve filmu nominován na Oscara, Zlatý glóbus a cenu BAFTA. Bernard Herrmann získal za hudbu k filmu cenu BAFTA. Film byl dále nominován na dva Oscary (kategorie nejlepší film a hudba), na Zlatý glóbus v kategorii nejlepší scénář a na tři ceny BAFTA (v kategorii nejlepší režie, film a střih).

## Obsazení
| Robert De Niro     | Travis Bickle     |
| Jodie Fosterová    | Iris Steensma     |
| Harvey Keitel      | Matthew Higgins   |
| Cybill Shepherdová | Betsy             |
| Albert Brooks      | Tom               |
| Leonard Harris     | Charles Palantine |
| Peter Boyle        | Čaroděj           |
| Harry Northup      | Doughboy          |
| Martin Scorsese    | žárlivý manžel    |

## Atentát na Ronalda Reagana
Minimálně patnáctkrát navštívil promítání filmu v Hollywoodu John Hinckley, jenž se silně ztotožnil s jeho hlavní postavou Travisem
Bickleym. Jeho posedlost herečkou Jodie Fosterovou následně stála za atentátem na Ronalda Reagana z 30. března 1981. Během následujících let ji pronásledoval po celých Spojených státech. Navázat kontakt se mu však nepodařilo, což vyústilo v rozhodnutí provést velký manifestační čin – zavraždit prezidenta, kterým by se stal historickou osobností rovnocennou Fosterové. Jednou z inspirací byl děj Taxikáře, v němž je plánován atentát na senátora kandidujícího na úřad prezidenta.